# Kilatika
Kilatika (Kilatica), jedno od šest plemena Miami Indijanaca, koje je svojevremeno živjelo u blizini utvrde St. Louis na rijeci Illinois u Illinoisu. Prema Franquelinovoj mapi (1688), svoje selo su imali na mjestu gdje se spajaju rijeke Des Moines i Kankakee.